# Boyz II Men
Boyz II Men – afroamerykańska grupa soulowa założona w 1988 roku w Filadelfii przez Nathana Morrisa, Michaela McCary’ego, Shawna Stockmana, Marca Nelsona i Wanyę Morrisa i szybko stała się jednym z najpopularniejszych soulowych zespołów lat 90. Zasłynęła znakomitym wokalem, współgraniem ich głosów oraz urokliwymi przebojami. Od czasu swego debiutu longplayem „Cooleyhighharmony” (1991), sprzedali na świecie ponad 60 milionów egzemplarzy swoich płyt. Zdobywali nagrody Grammy, American Music Awards, World Music Awards i wiele innych, stając się najlepiej sprzedającymi się artystami znanej wytwórni Motown Records. Mają na koncie siedem longplayów, a siedem ich kompozycji znalazło się na pierwszym miejscu listy Billboardu.

## Dyskografia
- 1991: Cooleyhighharmony
- 1993: Christmas Interpretations
- 1994: II
- 1995: The Remixed Collections
- 1997: Evolution
- 1997: Evolucion (spanish version)
- 2000: Nathan Michael Shawn Wanya
- 2001: Ballad Collection
- 2001: Legacy: Greatest Hits Collection
- 2002: Full Circle
- 2004: Throwback, Vol. 1
- 2005: Winter Reflections
- 2006: The Remedy
- 2007: Motown: A Journey Through Hitsville USA
- 2009: Love
- 2011: Twenty
- 2014: Collide